# Arc toral

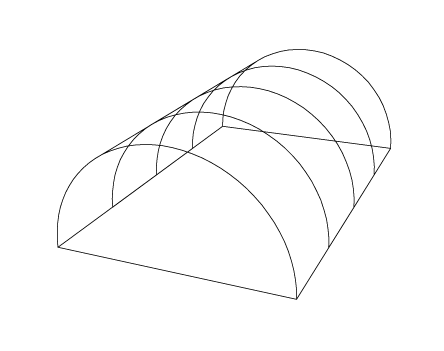
Esquema dels arcs torals que reforcen una volta de canó.

L'arc toral o arc faixó és l'arc transversal a la nau i que sosté la volta. En les voltes de canó, és purament un reforç de la volta. Aquests arcs van encastats a l'estructura, orientats transversalment a l'eix de la volta. D'aquesta manera la volta queda dividida en trams.
També s'anomena arc toral cada un dels quatre arcs sobre els quals descansa una cúpula.

## Característiques
L'arc toral és visible des de l'interior de la volta. Recolza en els pilars laterals que sostenen la coberta, a manera de prolongació estructura, i les seves tensions es transmeten a l'exterior mitjançant contraforts, en l'arquitectura romànica, o amb arcbotants, en l'arquitectura gòtica.
En resum, els arcs torals són els arcs que divideixen transversalment en trams la volta de canó que cobreix una nau i que descarreguen el pes d'aquesta en les pilastres, a les quals a vegades s'adossen petites columnes.
N'hi ha que remarquen les voltes de canó i voltes d'aresta; en l'arquitectura gòtica es denomina arc perpany, que formen part de la volta d'aresta o volta de creueria.

## Galeria

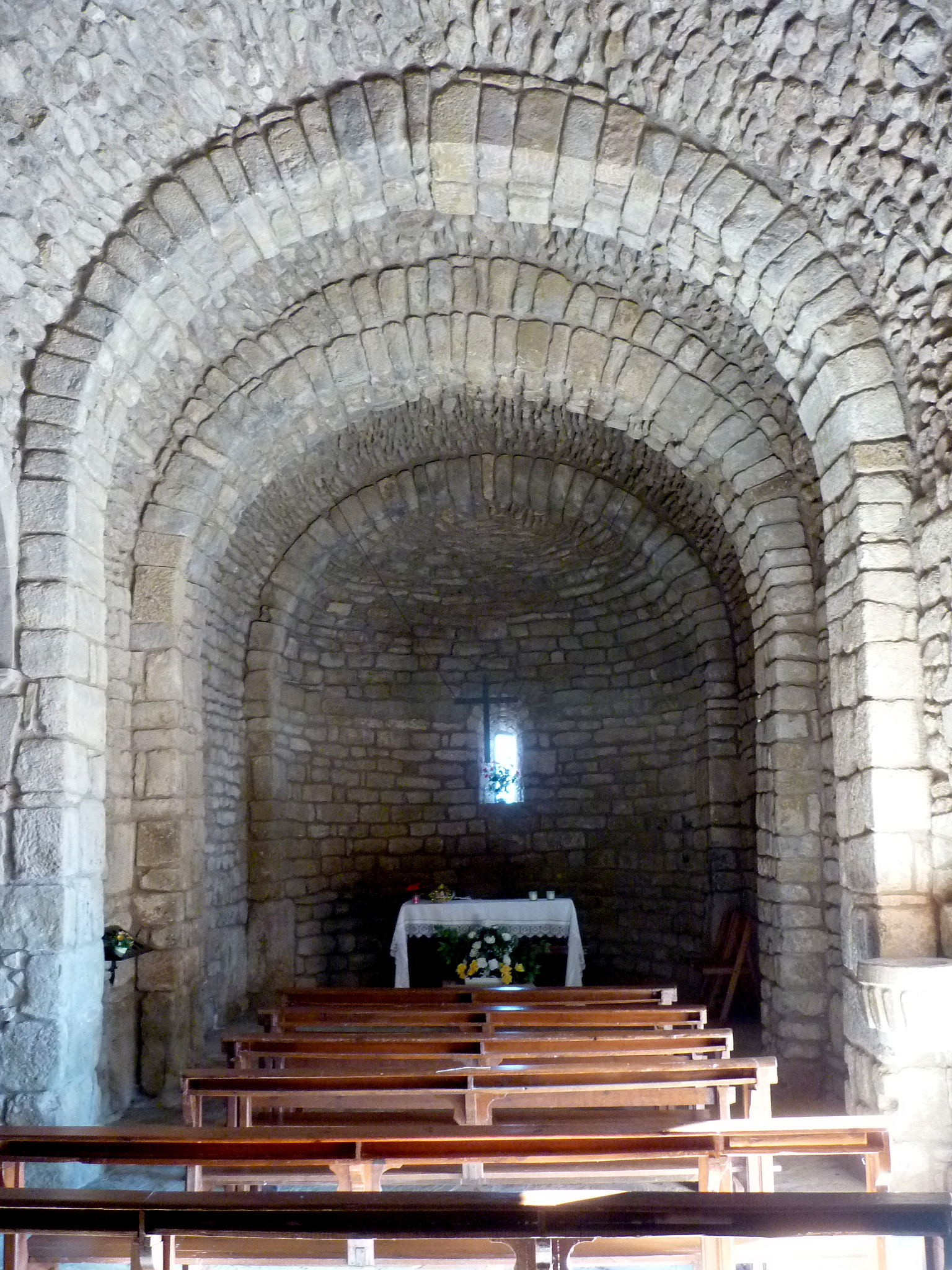
Arcs torals a l'església de Sant Sadurní de la Salsa d'Ogern (Bassella - Alt Urgell)
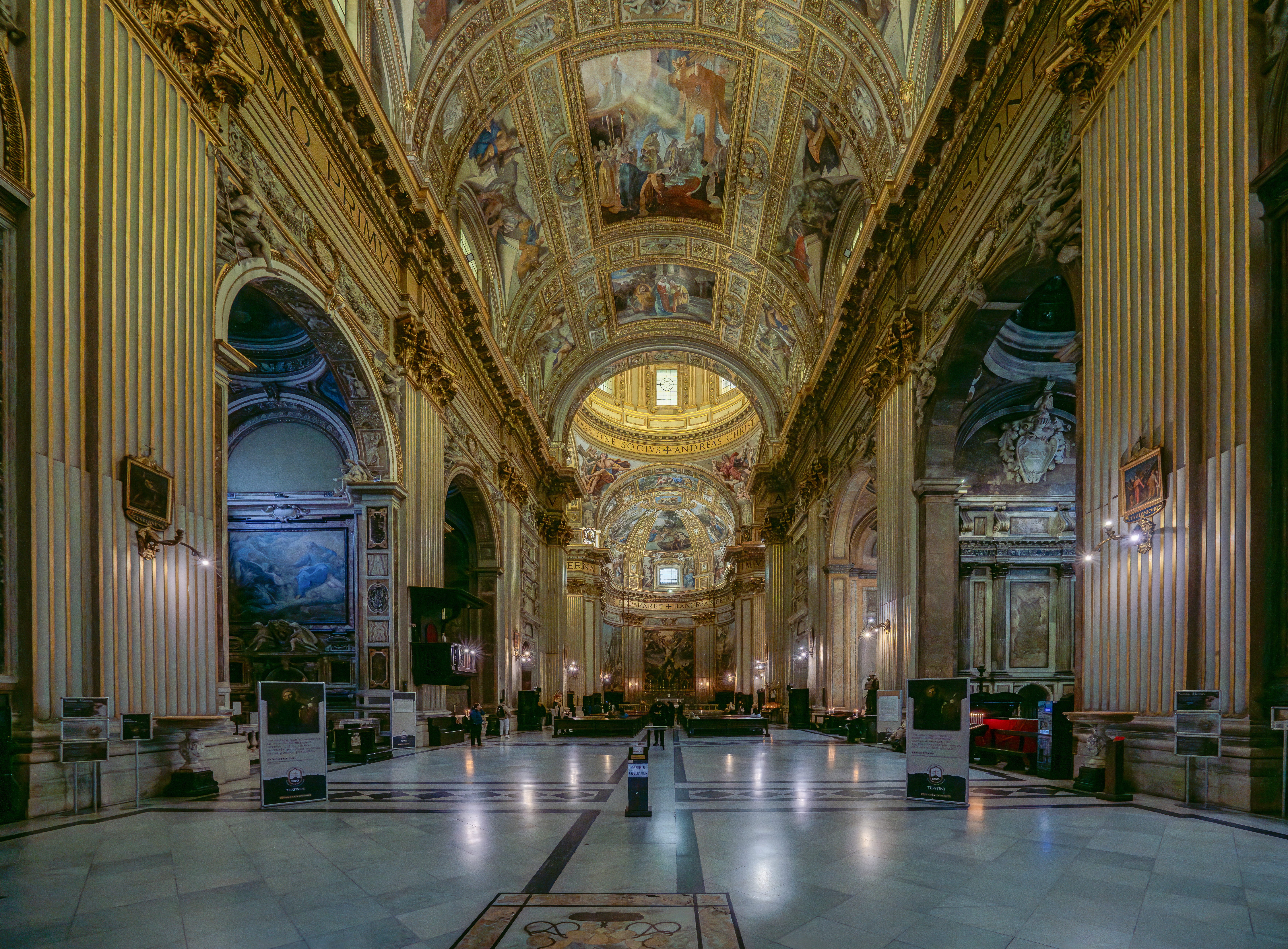
Arcs torals perpendiculars a la nau central, a l'església de Sant'Andrea Della Valle, a Roma.
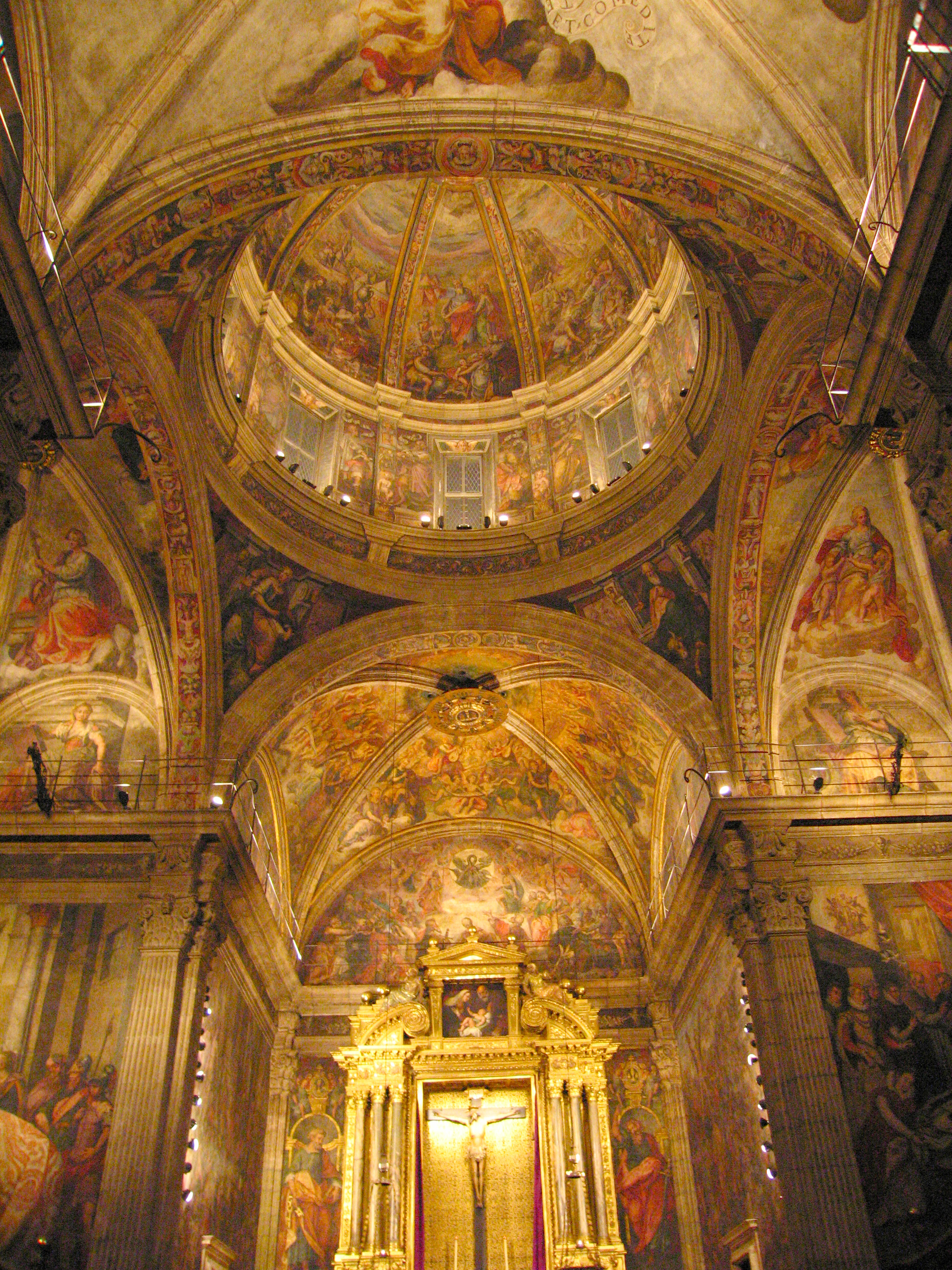
Arcs torals sobre els quals descansa la cúpula a l'església del Patriarca, de València.